# Seaca - Optășani
Seaca - Optășani este o arie protejată (arie specială de conservare — SAC, sit de importanță comunitară — SCI) din România, desemnată în scopul protejării biodiversității și menținerii într-o stare de conservare favorabilă a florei spontane și faunei sălbatice, precum și a habitatelor naturale de interes comunitar aflate în arealul zonei de protecție. Acesta se întinde pe o suprafață de 2.118,6 ha, integral pe uscat.

## Localizare
Situl se întinde pe teritoriile administrative ale comunelor Cungrea, Leleasca, Poboru și Spineni din județul Olt. Centrul acestuia este situat la coordonatele 44°43′01″N 24°28′11″E / 44.716911°N 24.469758°E.

## Înființare
Situl Seaca - Optășani (ROSCI0225) a fost declarat sit de importanță comunitară în decembrie 2007 pentru a proteja 1 specie de plante și 8 specii de animale. Situl a fost protejat și ca arie specială de conservare în mai 2022. Acesta include ariile naturale Pădurea Seaca - Optășani și Rezervația de arborete de gârniță.

## Biodiversitate
Situată în ecoregiunea continentală, aria protejată conține 1 habitat natural: Păduri panonice-balcanice de stejar turcesc - stejar sesil.
La baza desemnării sitului se află mai multe specii protejate:
- plante (1): Pontechium maculatum subsp. maculatum
- amfibieni (2): izvoraș-cu-burta-galbenă (Bombina variegata), triton cu creastă (Triturus cristatus)
- mamifere (3): vidră de râu (Lutra lutra), liliac comun (Myotis myotis), liliacul mic cu potcoavă (Rhinolophus hipposideros)
- nevertebrate (3): croitorul mare al stejarului (Cerambyx cerdo), rădașcă (Lucanus cervus), Morimus asper funereus

Pe lângă speciile protejate, pe teritoriul sitului au mai fost identificate 1 specie de plante, 6 specii de amfibieni, 24 de specii de mamifere, 8 specii de reptile.